# Ель-Гацбані
Ель-Хасбані (Нагр-ель-Хасбані; араб. الحاصباني [Хасбані], в Ізраїлі — івр. שניר [Снір] або [Хацбані]) — гірська річка в Лівані та Ізраїлі, є правим витоком річки Йордан. Одна з небагатьох непересихаючих річок в Ізраїлі.
Частину свого шляху в Йордан протікає через заповідник Нахаль-Снір — Хасбані.

## Течія і характеристика
Річка бере свій початок при злитті Ваді-Мімес і Нагр-ель-Фатер на території Лівану. Довжина становить приблизно 65 км. Річний стік складає в середньому 135 мільйонів кубічних метрів води, що дає приблизно чверть річного стоку Йордану. Кількість води в річці дуже коливається в залежності від сезону, відношення між максимальним денним стоком в сезон дощів і мінімальним денним стоком в посушливий сезон доходить до 400. Максимальний річний стік — 300 мільйонів кубічних метрів води. Річка поповнюється водами площею 640 км², що включає невелику східну ділянку долини Бекаа і північно-західний схил масиву Хермон, основний внесок роблять групи джерел Хасбайя і Каззані (Ваззані) в Лівані з водостоком в 30 і 50 мільйонів кубічних метрів води на рік, відповідно.
Ель-Хасбані — річка з кам'янистим дном і сильною течією на значному відрізку; витрата води в зимовий період — до 150 кубічних метрів в секунду. Похил на ділянці від витоку до джерел Хасбайя — 2,7%, на більшій частині ділянки від джерел Каззані до гирла — близько 2,2%.

## Історичні відомості
На початку XX століття в ЕСБЕ була наведена карта Палестини, де річка вказана як «Н. ель-Хасбани», з поясненням «Н. = Нааръ — Рѣка»
У 2002 році план ліванського уряду по збільшенню використання вод Ель-Хасбані став причиною напруженості з Ізраїлем і, згідно із заявою прем'єр-міністра Аріеля Шарона, міг розглядатися як casus belli.